# Vera Lutter
Vera Lutter (* 1960 in Kaiserslautern) ist eine in New York City, USA lebende und arbeitende Künstlerin.

## Leben
Lutter machte 1991 einen Abschluss als Bildhauerin an der Akademie der Bildenden Künste München. Danach studierte sie an der New Yorker School of Visual Arts im Fach Fotografie und verwandte Medien und schloss dort 1995 mit dem Examen Master of Fine Arts (MFA) ab.
Bereits zu Beginn der 1990er Jahre wandte Lutter sich dem Medium der Lochkamera, der Camera Obscura zu. Sie ist diesem künstlerischen Ausdrucksmittel in den vergangenen 20 Jahren treu geblieben und ist international mit ihren Werken in Museen vertreten. Seit den späten 1990er Jahren wurden ihre Werke in Dutzenden Ausstellungen in Nordamerika und Europa gezeigt.
Neben Lutters Arbeiten mit Lochkameras befasst sie sich mit digitalen Fotografien von Mond und Sonne. Sie hat seit 2010 beide Himmelskörper bereits vielfach abgelichtet und ein internationales Reisetagebuch zusammengestellt.

## Preise und Auszeichnungen
- 1993: Stipendium Deutscher Akademischer Austauschdienst, (DAAD), Berlin.
- 2001: Fellow der John Simon Guggenheim Memorial Foundation.
- 2003: Stipendium der Pollock-Krasner Foundation.

## Ausstellungen
- 2013: 40 Years Galerie Max Hetzler, Galerie Max Hetzler, Berlin 2013.
- 2013: Flowers & Mushrooms, Museum der Moderne Salzburg.
- 2012: Vera Lutter, Carrée d’Art, Musée d'art contemporain, Nîmes, Frankreich. Katalog.
- 2011: Vera Lutter: Egypt, Gagosian Gallery, London, England.
- 2010: Mixed Use, Manhattan: Photography and Related Practices 1970 to the Present, Museo Reina Sofia, Madrid, Spanien.
- 2009: elles, Centre Georges Pompidou, Paris, Frankreich.
- 2005: Roger Ballen, Alec Soth, Vera Lutter, Gagosian Gallery, Manhattan, New York, USA.
- 2004: Vera Lutter: Inside In, Kunsthaus Graz, Graz, Österreich. Katalog.
- 2002: 2002 Whitney Biennial, Whitney Museum of American Art, Manhattan, New York City, USA. Katalog.
- 2001: mit Hanspeter Hofmann: Kunsthalle Basel, Basel, Schweiz.
- 1999: Dia Art Foundation, New York City, USA.

## Werke
- Light in Transit, in deutscher und englischer Sprache; herausgegeben von Liz Jobey und Miriam Wiesel. Holzwarth, Berlin 2002, ISBN 3-935567-07-3. Bilder des Frankfurter Flughafens.